# Sportåret 1878

## Händelser

### Baseboll
- 12 februari - Frederick Thayer patenterar catchermasken.[1]
- Boston Red Caps vinner National League.[2]

### Boxning
- Flera matcher med Joe Goss, Paddy Ryan och John J. Dwyer ställs in. Goss förblir amerikansk mästare.[3]

### Cricket
- Middlesex CCC och Notthimghamshire CCC delar på titeln vid County Championship [4].

### Fotboll
- Okänt datum – Newton Heath LYR Football Club grundas, byter senare namn till Manchester United FC.[5]

### Golf
- 13 mars - Oxfords universitet slår Universitetet i Cambridge i sin första golfmatch.[6]

### Hästsport
- 21 maj - Vid fjärde Kentucky Derby vinner Jimmy Carter på Day Star med tiden 2.37.25.[6]

### Rodd
- 13 april - Oxfords universitet vinner universitetsrodden mot Universitetet i Cambridge.

## Födda
- 19 januari – Herbert Chapman, engelsk fotbollstränare.
- 16 april – Erik Wallerius, svensk seglare, olympisk guld- och silvermedaljör.
- 15 juni – Wollmar Boström, svensk kammarherre, diplomat, kabinettssekreterare och tennisspelare.
- 3 september – Dorothea Douglass Chambers, brittisk tennisspelare, olympisk guldmedaljör.
- 25 december – Louis Chevrolet, amerikansk racerförare, grundare av bilmärket Chevrolet.

### Fotnoter
1. ↑  ”Charlton's Baseball Chronology - 1878” (på engelska). Charlton's Baseball Chronology. Arkiverad från originalet den 20 september 2015. https://web.archive.org/web/20150920104110/http://www.baseballlibrary.com/chronology/byyear.php?year=1878. Läst 11 augusti 2015.
2. ↑  ”The 1878 Season” (på engelska). Retrosheet. http://www.retrosheet.org/boxesetc/1878/Y_1878.htm. Läst 11 augusti 2015.
3. ↑  Cyber Boxing Zone – Joe Goss. läst 12 november 2009.
4. ↑  En inofficiell titel fram till december 1889 då första officiella County Championship spelades.
5. ↑  ”Manchester United F.C.” (på engelska). Wikipedia. 2017-09-20. https://en.wikipedia.org/w/index.php?title=Manchester_United_F.C.&oldid=801648538. Läst 22 september 2017.
6. 1 2  ”Chronology of Sports”. Arkiverad från originalet den 22 juli 2011. https://web.archive.org/web/20110722012455/http://worldtimeline.info/sports/. Läst 18 juli 2011.